# 제주고등학교
제주고등학교(濟州高等學校)는 대한민국 제주특별자치도 제주시 노형동에 위치한 공립 고등학교이다.

## 학교 연혁
- 1907년 7월 1일 : 사립 제주의신학교 설립 개교(보통과, 농림과, 연구과)
- 1909년 12월 22일 : 공립제주농림학교 인가
- 1911년 11월 1일 : 제주공립농업학교 교명 변경
- 1940년 5월 26일 : 오현단 부지에서 광양부지로 이설(삼도리 283)
- 1946년 9월 1일 : 제주공립농업중학교 6년제로 개편
- 1951년 8월 31일 : 제주농업고등학교 교명 변경(9학급/농업과 6, 축산과 3, 수의학과 3)
- 1976년 3월 1일 : 광양 부지에서 노형동 부지로 이설(1100로 3213)
- 1983년 8월 12일 : 남녀공학 변경 인가
- 1984년 3월 1일 : 원예과 여학생 120명 입학
- 1999년 10월 12일 : 특성화고등학교 지정 고시(관광호텔과 3, 관광조리과 3, 관광골프관리과 3, 관광외국어과 9, 농업기계과 6)
- 2000년 3월 1일 : 제주관광산업고등학교로 교명 변경
- 2008년 3월 1일 : 제주고등학교로 교명 변경(특성화 27학급, 특수 3학급)
- 2022년 3월 1일 : 27학급(관광그린자원과 6, 관광경영과 6, 관광외국어과 9, 관광조리과 6)
- 2023년 3월 1일 : 특성화고 고교학점제(4년차)
- 2023년 12월 29일 : 제113회 졸업(총 19,415명)
- 2024년 3월 4일 : 제116회 신입생 입학 243명
- 2024년 9월 1일 : 제36대 양용혁 교장 부임

## 설치 학과
- 관광경영과
- 관광외국어과
- 관광조리과
- 관광그린자원과

## 참고 자료
- 제주고등학교 - 한국교육학술정보원 학교알리미